# 774

## Nașteri
- dată necunoscută: Kūkai  (d. 835)

## Decese
- dată necunoscută: Hunald de Aquitania  (n. 705)
- dată necunoscută: Theodicius de Spoleto  (n. ?)